# Heliophanus deserticola
Heliophanus deserticola là một loài nhện trong họ Salticidae.
Loài này thuộc chi Heliophanus. Heliophanus deserticola được Eugène Simon miêu tả năm 1901.